# تپه علی شاهی ۰۱۶
تپه علی شاهی ۰۱۶ در شهرستان شوشتر، روستای گلالک واقع شده و این اثر در تاریخ ۵ آذر ۱۳۸۰ با شمارهٔ ثبت ۴۳۰۸ به‌عنوان یکی از آثار ملی ایران به ثبت رسیده است.